# Verkäsung
Verkäsung oder Tyrosis ist ein Begriff aus der Pathologie für eine Gerinnungsnekrose unter Bildung gelblicher, trocken-bröckeliger („käsiger“) nekrotischer Massen. Sie kommt häufig bei Tuberkulose vor und geht mit einem völligen Verlust der Zellstrukturen und -membranen bei Erhaltung der elastischen und argentaffinen Fasern einher. Nach Verflüssigung und Resorption erfolgt Vernarbung, ansonsten entsteht eine sog. tuberkulöse Kaverne.